# Ettore Mendicino
Ettore Mendicino (ur. 11 lutego 1990 w Mediolanie) – włoski piłkarz występujący na pozycji napastnika. Zawodnik Cosenzy.

## Kariera klubowa
Mendicino karierę rozpoczął jako junior w S.S. Lazio. W styczniu 2009 został włączony do jego pierwszej drużyny. W Serie A zadebiutował 8 lutego 2009 w przegranym 0:1 meczu z Fiorentiną, zmieniając w doliczonym czasie gry Cristiana Ledesmę. Z Lazio był wypożyczany do Crotone, Ascoli, Gubbio, Taranto, Como oraz Salernitany.
W 2015 roku odszedł do Sieny, która w 2016 roku wypożyczyła go do Arezzo. W 2017 roku został zawodnikiem Cosenzy. W 2018 roku został z niej wypożyczony do Monzy.
W Serie B rozegrał 58 spotkań i zdobył 8 bramek.

## Kariera reprezentacyjna
25 marca 2009 roku Mendicino zadebiutował w reprezentacji Włoch U-21 w meczu towarzyskim przeciwko Austrii.